# Виламања (Пиза)
Виламања (итал. Villamagna) је насеље у Италији у округу Пиза, региону Тоскана.
Према процени из 2011. у насељу је живело 228 становника. Насеље се налази на надморској висини од 252 м.